# Handball-Bayernliga 1987/88
Die Handball-Bayernliga 1987/88 wurde unter dem Dach des „Bayerischen Handballverbandes“ (BHV) organisiert und ist die höchste Spielklasse des Landesverbandes Bayern. Die Bayernliga ist nach der Handball-Bundesliga, der 2. Bundesliga und der Handball-Regionalliga eine der vierthöchsten Spielklassen im deutschen Handball.

## Saisonverlauf
Die Handball-Bayernliga 1986/87 war die dreißigste Ausspielung der Handball-Bayernligasaison. Bayerischer Meister sowie Aufsteiger in die Regionalliga Süd war der CSG Erlangen. Vizemeister ohne Aufstiegsrecht wurde der BSV 1898 Bayreuth.

### Modus
Zwölf Mannschaften spielten eine Hin- und Rückrunde um die „Bayerische Meisterschaft“ und den Aufstieg in die Regionalliga Süd. Die Plätze zehn bis zwölf waren Absteiger in die beiden Staffeln der Landesliga. Der Modus war für Männer und Frauen gleich.

## Teilnehmer und Platzierungen
Nicht mehr dabei waren die Auf- und Absteiger aus der Vorsaison. Neu dabei waren die Aufsteiger (N) aus den Landesligen. Im Verlaufe der Saison traten zwölf Mannschaften in der Bayernliga an.

### Abschlusstabelle

Bereich des „Bayer. Handballverbandes“ (BHV)

Saison 1987/88 
|     | Mannschaft               | Spiele | Punkte |
| --- | ------------------------ | ------ | ------ |
| 1.  | CSG Erlangen             | 22     | 37:7   |
| 2.  | BSV 1898 Bayreuth (N)    | 22     | 35:9   |
| 3.  | ETSV 09 Landshut         | 22     | 28:16  |
| 4.  | Post SV München          | 22     | 23:21  |
| 5.  | HSC Bad Neustadt         | 22     | 22:22  |
| 6.  | ESV Ingolstadt-Ringsee   | 22     | 22:22  |
| 7.  | TS 1887 Selb             | 22     | 21:23  |
| 8.  | TSV 1861 Zirndorf        | 22     | 18:26  |
| 9.  | TSV Friedberg (N)        | 22     | 17:27  |
| 10. | TG 1861 Heidingsfeld (N) | 22     | 15:29  |
| 11. | 1. FC Nürnberg           | 22     | 13:31  |
| 12. | TSV Göggingen 1875 (N)   | 22     | 13:31  |

### Frauen
- Der HG Quelle Fürth wurde Bayerischer Meister und hat sich für die Regionalliga Süd der Frauen qualifiziert.